# (10389) Robmanning
(10389) Robmanning est un astéroïde de la ceinture principale.

## Description
(10389) Robmanning est un astéroïde de la ceinture principale. Il fut découvert le 1er juin 1997 à Haleakala par le programme NEAT. Il présente une orbite caractérisée par un demi-grand axe de 2,26 UA, une excentricité de 0,20 et une inclinaison de 4,9° par rapport à l'écliptique.

## Compléments